# Xestia papuana
Xestia papuana là một loài bướm đêm trong họ Noctuidae.